# Ramaria pallidissima
Ramaria pallidissima är en svampart som beskrevs av Schild & G. Ricci 1998. Ramaria pallidissima ingår i släktet Ramaria och familjen Gomphaceae.   Inga underarter finns listade i Catalogue of Life.